# Spenatskräppa
Spenatskräppa (Rumex patientia) är en flerårig art i släktet skräppor och familjen slideväxter. Arten beskrevs av Carl von Linné.

## Beskrivning och användning
Spenatskräppan är en perenn skräppa, omkring 50–80 centimeter hög. Den odlas ibland som bladgrönsak, och bladen äts som spenat, helst om våren. Till skillnad från den nära släktingen trädgårdssyra, som också används som bladgrönsak, är bladen inte syrliga. Den trivs i sol eller halvskugga och fuktig, näringsrik jord. Om blomspirorna klipps av sätter växten nya blad och kan skördas hela sommaren.

## Utbredning
Spenatskräppa växer naturligt i sydöstra Europa och sydvästra Asien. Den tros ha introducerats i Sverige av munkar som bladgrönsak. I Sverige påträffas den ibland som förvildad, men reproducerar sig inte.

## Underarter
Arten delas in i följande underarter:
- R. p. orientalis
- R. p. patientia

## Historiska och synonyma namn
I Sverige har spenatskräppan även kallats engelsk vinterspenat, patientia, patientie-syra, romersk spenat, spenatsyra, syra och vinterspinat.